# Municipio de Mammoth Spring
Mammoth Spring Township es una subdivisión territorial del condado de Fulton, Arkansas, Estados Unidos. Según el censo de 2020, tiene una población de 1902 habitantes.
Es una subdivisión geográfica prácticamente en desuso, puesto que el estado de Arkansas ya no utiliza la herramienta de los townships como gobiernos municipales. No obstante, la Oficina del Censo de los Estados Unidos continúa actualizando los datos a los efectos estadísticos.

## Geografía
Está ubicado en las coordenadas 36°27′43″N 91°32′20″O / 36.46194, -91.53889. Según la Oficina del Censo de los Estados Unidos, tiene una superficie total de 131.01 km², de la cual 130.61 km² corresponden a tierra firme y 0.40 km² es agua.

## Demografía
Según el censo de 2020, hay 1902 personas residiendo en la zona. La densidad de población es de 14.56 hab./km². El 93.38% de los habitantes son blancos, el 0.32% son amerindios, el 0.26% son afroamericanos, el 0.16% son asiáticos, el 0.53% son de otras razas y el 5.36% son de una mezcla de razas. Del total de la población, el 1.10% son hispanos o latinos de cualquier raza.